# だし道楽

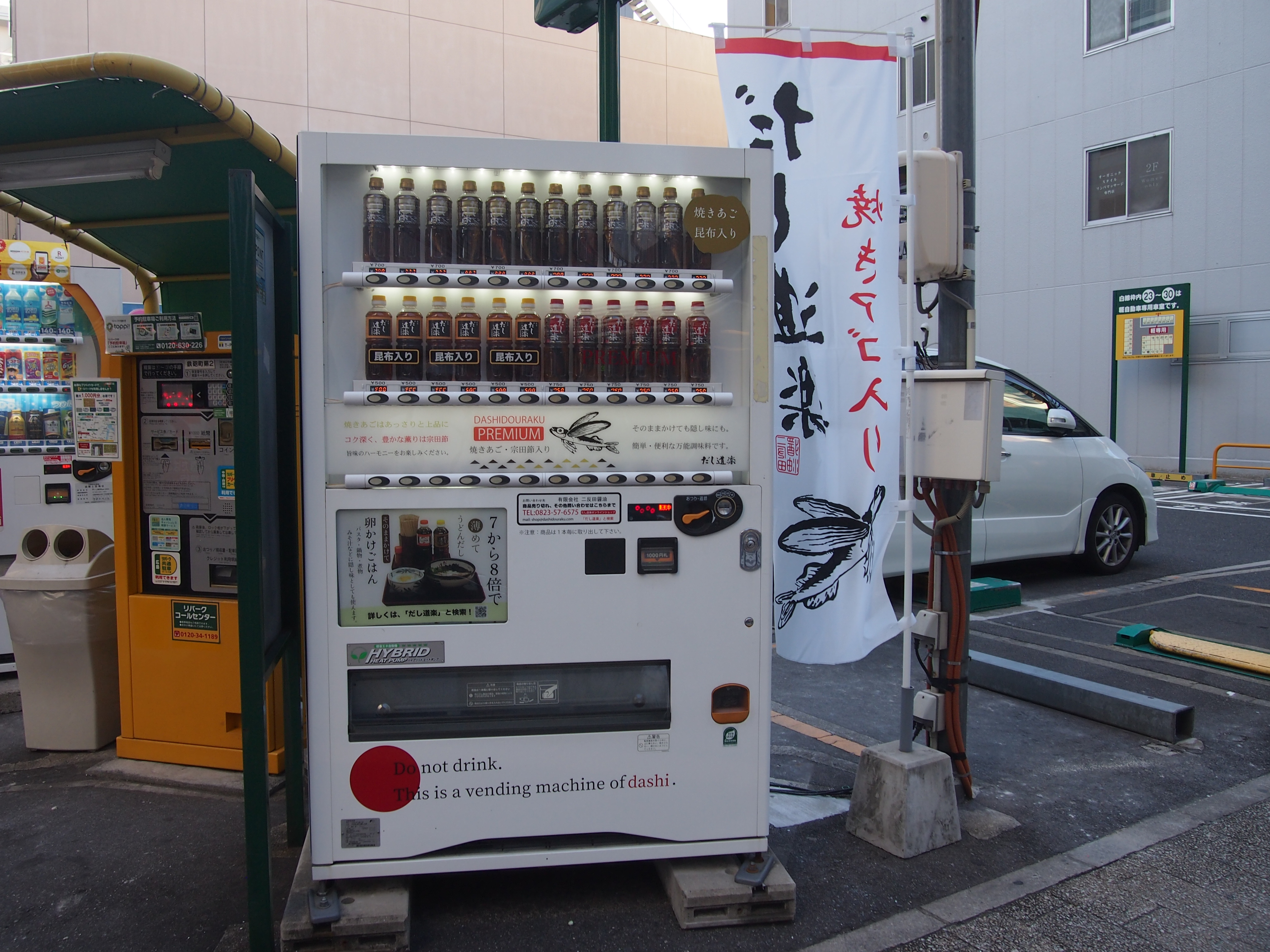
だし道楽の自動販売機。三井のリパークに設置されている。

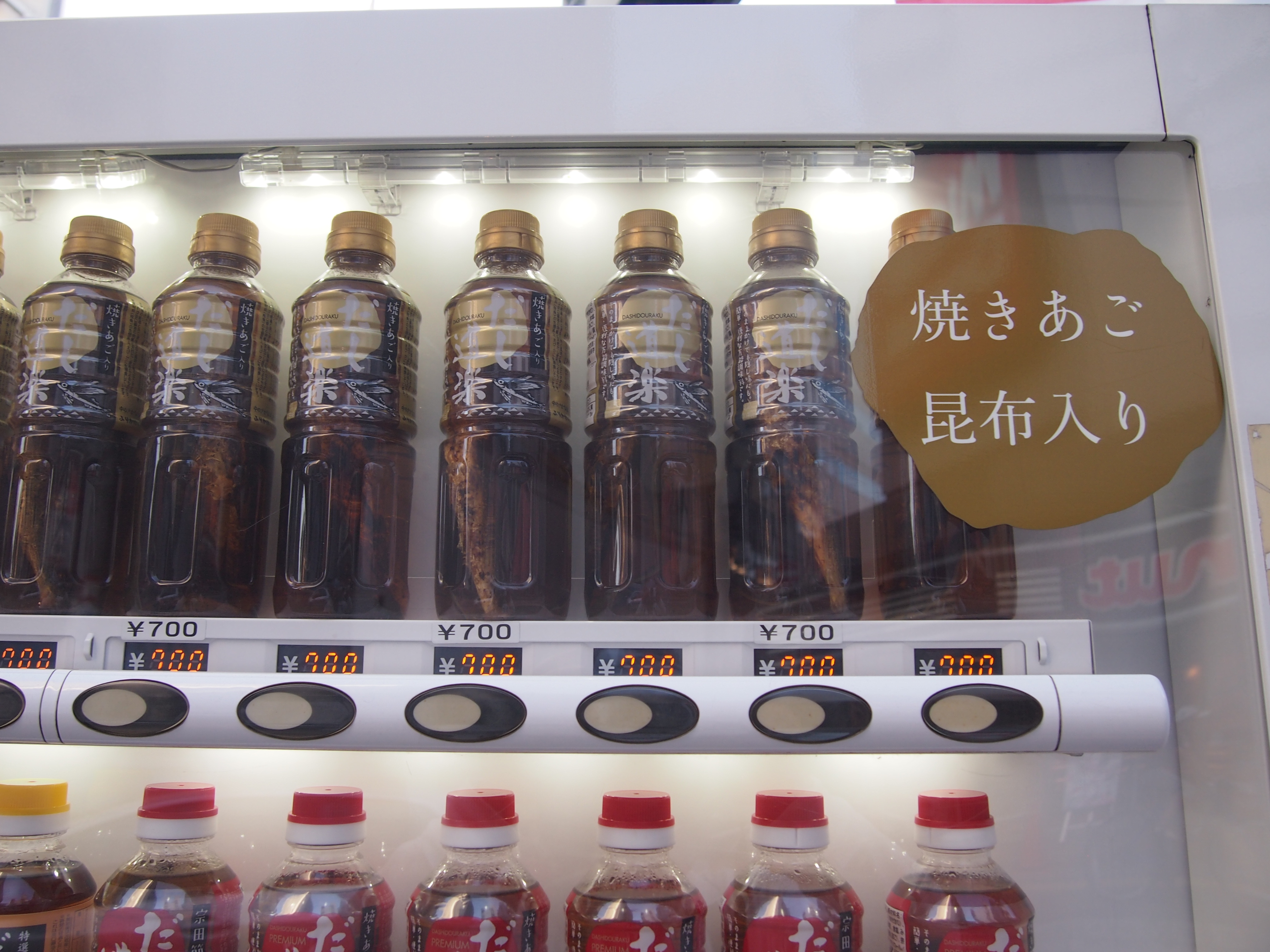
ペットボトル内にはトビウオが入っている。

だし道楽（だしどうらく）は、広島県江田島市に本社を置く有限会社二反田醤油が販売するだし醤油。ペットボトルのなかに焼いたトビウオがそのままの姿で入っている点に特徴がある。また、自動販売機による販売という珍しい手法をとっている。

## 製品
だし道楽は、薄口醤油を基本とした関西風のだし製品である。うどん・鍋・だし巻き卵など多くの料理に使えるとされる。
自動販売機で販売できるように、容器には500ミリリットルのペットボトルが用いられている。広島県江田島の工場で1日あたり2,000本から2,400本程度が生産されている。
製品は「焼きあご入り」「昆布入り」「焼きあご・宗田節入り」の3種類が存在する。容器にはだし汁以外に、「昆布入り」の製品には昆布、「焼きあご入り」には九州産の焼あごと昆布、「焼きあご・宗田節入り」には焼きあごと昆布と宗田節が入っている。容器内の焼きあごは、砕くことでふりかけとして利用することもできるとされる。
飲料と同様の自動販売機で販売されているものの、通常の飲料ではあり得ない700円という値段のため、消費者が通常のペットボトル飲料と勘違いして購入するような事態は起きていないという。なお、外国人の利用者に誤解されないよう、念のために自動販売機には“Do not drink. This is a vending machine of dashi.”という注意書きがなされている。

## 販売の経緯

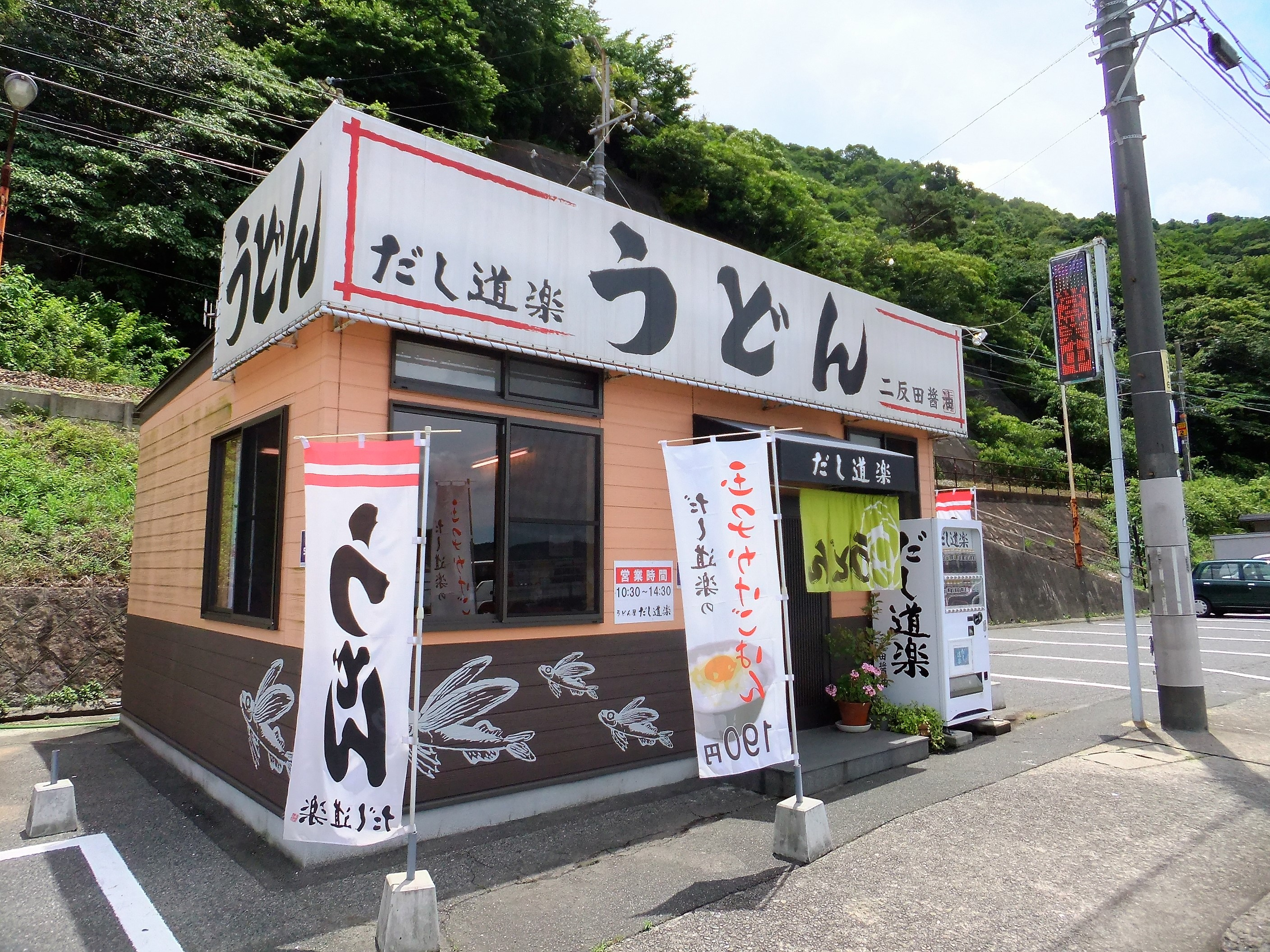
二反田醤油直営のうどん屋吉浦店（呉市）。元々はこの店舗で使っているだし汁だった。

だし道楽を販売する二反田醤油は、もともとは醤油の販売をメインとするメーカーで、醤油の売れ行きが不調だったため、醤油の加工食品に事業を広げることとした。
この際、ポン酢や焼肉のたれなどを販売する案も上がった中、今後のだし市場の拡大に期待し、だしを販売することとした。その後、3年間をかけて開発され、2003年に「だし道楽」が完成した。当初はデパートやスーパーでの販売も試みられたものの、好調とは言いがたかった。そこで商品を宣伝するために「だし道楽」を用いたうどん屋を開業した。しかし、うどん屋の営業時間は限られていたことから、24時間販売を可能とするため、だしの自動販売機を設置して販売することを決めた。2012年にはコインパーキング「三井のリパーク」との提携を始め、各地の駐車場に自動販売機を展開し、設置数が増加している。
2017年時点では、全国およそ40か所に設置されている。設置場所は通販の注文から需要の高い土地をリサーチしたうえで選出しているという。また生産量の都合から最大設置台数を定めたうえで運営している。今後も百貨店などでの販売を行うことはなく、自販機のみでの販売を続ける予定だという。